# Русская мысль (журнал)
«Ру́сская мысль» (Russkaya Mysl, англ. Russian Mind, фр. La Pensée Russe) — общеевропейское общественно-политическое и культурологическое русскоязычное ежемесячное издание. Современное издание наследует традиции журнала, заложенные его основателем Вуколом Лавровым в 1880 году.
На момент первых публикаций «Русская мысль» придерживалась левых по меркам своего времени взглядов умеренного конституционализма — идеи, из которой вырастет позже партия кадетов. В 1918 году журнал был закрыт большевиками как буржуазный орган печати. В 1921—1927 годах издавался в Софии, Праге, Берлине и Париже. В 1947—2011 годах издавался в Париже в формате еженедельной газеты. В 2011 году издание вернулось к формату журнала.

## История
Вукол Лавров закончил три класса приходского училища, что не помешало ему много читать и стать всесторонне развитым человеком. После знакомства с московскими литераторами он решил основать собственный журнал. Получив в 1879 году разрешение на издание «Русской мысли», он закрыл оставшееся от отца торговое дело в Ельце и вложил все средства в журнал, первый номер которого вышел в 1880 году.
«Русская мысль» придерживалась умеренного конституционализма, что подготовило идейно и организационно создание партии кадетов. Журнал получил два предостережения: первое — за «Петербургские письма» в декабрьском выпуске 1883 года, второе — за статью В. А. Гольцева «Социология на экономической основе» в ноябрьском номере 1893 года. В 1911 году журнал также подвергся критике со стороны церкви после публикации ряда материалов, посвященных памяти Льва Толстого. Из-за этого «Русская мысль» даже была исключена из благочиннической библиотеки пастырским собранием вяземского городского духовенства.
«Русскую мысль» часто называли органом партии кадетов, однако сам Струве это отрицал: «Время „партийных“ или даже „направленских“ журналов, думается мне, прошло. […] В философии или религии, как они могут твориться современным человечеством, не может и не должно быть места „партийности“».
После революции 1905 года журнал стал более правым, сохраняя при этом конституционно-демократическую направленность. Он поддержал Февральскую революцию, однако Октябрьскую революцию воспринял как катастрофу для страны и был настроен к большевикам враждебно, в связи с чем последние закрыли его в 1918 году.
С 1921 года журнал продолжил с перерывали издаваться за границей: в 1921 году в Софии, с 1922 по 1924 год — в Берлине и Праге, последний номер в формате журнала вышел в 1927 году в Париже.

### Газета «Русская мысль»
С 1947 года стала издаваться вновь, но уже в формате еженедельной газеты. Спустя некоторое время газета обрела официального спонсора — Государственный департамент США. Газета позиционировала себя как христианское издание и противостояла марксистским публикациям, поступающим или финансируемым из СССР. В 1950—1960-е годы в «Русской мысли» печатались такие авторы, как Борис Зайцев, Иван Бунин, Иван Шмелев, Нина Берберова, Гайто Газданов и др.
На период Зинаиды Шаховской как главного редактора пришлось появление правозащитного движения в СССР. «Русская мысль» отстаивала ценности демократии, публиковала произведения диссидентов.
С приходом Ирины Иловайской-Альберт «Русская мысль» перестала быть эмигрантской газетой и стала одним из главных рупоров правозащитного и диссидентского движения в СССР вплоть до 1991 года. После распада СССР издание переориентировалось на сплочение русскоязычных общин за рубежом и восстановление связи соотечественников с родиной.
В этот период в «Русской мысли» печатались представители «третьей волны» эмиграции, правозащитники, западные слависты, советологи, диссиденты: Для «Русской мысли» писали такие авторы и русские мыслители, как Александр Солженицын, Иосиф Бродский, Андрей Сахаров, Михаил Коряков, Владимир Максимов, Наталья Горбаневская, Михаил Геллер, Сергей Довлатов, Александр Некрич, Виктор Суворов, Ален Безансон.
В 1991 году финансирование из США прекратилось. Иловайская-Альберти стала искать новые источники финансирования, которые были найдены в лице Римско-католической церкви и фонда Сороса. К началу 2000-х годов «Русская мысль» вновь была на грани закрытия. Этот период главный редактор газеты Ирина Кривова описывала так:

К 2001 году мы оказались полными банкротами, и газету действительно хотели закрыть. Деньги, которые нам выплатили как увольнительные пособия, мы, несколько журналистов газеты, сложили «в кучку» и выкупили газету у нашего французского издателя по цене уставного капитала. Нельзя было допустить, чтобы «Русская мысль» исчезла бесследно. В течение двух лет мы, оставшиеся пять-шесть человек, работали бесплатно. Писали и редактировали на дому. Распрощались с нашим историческим помещением, где прожили почти 30 лет, сохранили только книжные шкафы, которые были еще при Зинаиде Шаховской. Жили, можно сказать, на чердаке, но ни одного номера газеты не пропустили. Спасибо авторам, которые поддерживали нас совершенно бескорыстно. За два года я буквально сбилась с ног в поисках средств. Обошла все парижские издания, многие издательства, объясняя, что «Русская мысль» стала уже историческим достоянием Франции, — взаимопонимания так и не нашла. В конце концов, люди, которые проявили интерес к нашему изданию, оказались русскими бизнесменами.

Благодаря усилиям главного редактора Ирины Кривовой банкротства удалось избежать.
В 2006 году в рамках программы «Возвращение на Родину» парижские архивы газеты были торжественно переданы в дар Российской государственной библиотеке. В конце того же года был опубликован сборник лучших статей «От Сталина до Путина: 60 лет Российской истории на страницах „Русской мысли“ (1947—2007)». Презентация книги состоялась в рамках Российского экономического форума 2007 года.

### Журнал «Русская мысль»
С 2006 года «Русская мысль» издавалась в Лондоне.
В 2011 году изданию был возвращен исторический формат журнала. С 2016 года в журнале публикуются также материалы на английском языке.
В 2021 году «Русская мысль» вновь стала выпускаться в Париже. Такое решение было принято редакционным советом «Русской мысли» в связи с выходом Великобритании из Европейского союза.
«Русская мысль» — партнёр Россотрудничества при Министерстве иностранных дел России в области продвижения русского языка, партнёр Фонда поддержки и защиты прав соотечественников, проживающих за рубежом. Журнал распространяется в розницу и по подписке в странах Европейского союза, а также по подписке в России, США, Израиле, Японии и Австралии.

## Редакторы
До 1906 года издателем-редактором журнала был В. М. Лавров, много переводивший с польского языка и способствовавший этим укреплению в русской публике популярности представителей новой польской беллетристики.
Редактором «Русской мысли» с 1880 по 1885 был Сергей Юрьев, задававший журналу славянофильское направление, для которого было характерно поклонение свободе слова и совести, общинному и артельному началам, высоким нравственным качествам славянских народов.
После смерти С. А. Юрьева фактическим редактором стал Виктор Гольцев, который с момента основания «Русской мысли» вел рубрику «Политическое обозрение». Управление журналом достается Гольцеву в трудное время цензуры, что однако не мешает ему отстаивать идеи либерализма и демократии: при нем журнал меняет направление со славянофильского на прогрессивное и привлекает лучших сотрудников закрывшихся «Отечественных записок». Кроме того, «Русская мысль» получает подписчиков «Отечественных записок», что способствует материальному успеху журнала и позволяет «Русской мысли» понизить до 12 рублей обычную для толстых журналов того времени подписную цену в 16 рублей. В официальном статусе редактора Гольцев пребывает до своей смерти в 1906 году.
Следующим редактором стал московский историк Александр Кизеветтер, работавший в «Русской мысли» с 1903 года и опубликовавший ряд статей по русской истории. Кизеветтер в свою очередь предлагает соредакторство Петру Струве, который после трех лет совместной работы стал единоличным редактором-издателем журнала. Высоко редакторскую деятельность Струве оценивал его близкий друг С. Л. Франк: «К числу исконных, прирожденных его дарований принадлежал подлинный дар редакторства. Его мировоззрение можно назвать не западничеством и не славянофильством, а „русским европеизмом“».
Струве сомневался относительно будущего «Русской мысли» в Советской России, но объявляя подписку на 1918 год, писал: «В дни величайшего унижения России мы будем отстаивать идеалы, создавшие ее мощь и величие, и вести борьбу с идолами, ввергающими ее в бедствия и неслыханный позор». После подобной публикации журнал был закрыт, однако Струве продолжал издавать его за границей.

### Газета «Русская мысль»
После возобновления выпуска в 1947 году и вплоть до 1953 года главным редактором и издателем был журналист и переводчик Владимир Лазаревский, который вложил в первый номер газеты почти весь свой капитал.
В 1953 году главным редактором стал Сергей Водов.
С 1968 по 1978 год еженедельник редактировала Зинаида Шаховская.
В 1978 году главным редактором «Русской мысли» стала Ирина Иловайская-Альберти, которая занимала этот пост до конца своей жизни в 2000 году. Как отмечал Сергей Григорьянц, с приходом нового главного редактора «в центре внимания газеты оказались уже не новости и проблемы русской эмиграции, а все, что происходило в уже чуть-чуть приоткрывшемся Советском Союзе, а главное — его диссидентское, демократическое движение».
В 2000 году главным редактором стала Ирина Кривова.

### Журнал «Русская мысль»
С 2005 года главой редакционного является Виктор Лупан. В редакционный совет вошли профессор и исследователь русской эмиграции Ренэ Герра, бывший посол России в Италии Анатолий Адамишин, председатель Общества памяти императорской гвардии, а также Ассоциации «Франко-российский альянс» князь Александр Трубецкой, глава Русской консерватории в Париже граф Петр Шереметев и другие.
С 2013 по 2020 год должность ответственного редактора занимала Елизавета Юрьева.
С 2020 года ответственным редактором является Карина Энфенджян.

## Структура дореволюционного издания
Позиция «Русской мысли» не поддается классификации в рамках партийной идеологии: вопреки распространенному тогда мнению, журнал был не кадетским, а веховским. «Вехи» же не ограничивали себя политическими рамками: опираясь на идеи национального либерализма, а позже — либерального консерватизма, они представляли мировоззрение, охватывающее широкий спектр общественных, религиозных и культурных вопросов. Основную проблематику «Вех» как культурного мировоззрения П. Б. Струве уже в эмиграции формулировал как «перевоспитание интеллигенции и через нее — всего национального духа вообще».
Особенностью журнала был «Библиографический отдел», который выходил в виде отдельного приложения к журналу и заключал в себе систематический отчет обо всех главных новинках русской книжной и журнальной литературы (изредка и о новых произведениях европейской научной литературы).
Кроме внутреннего и иностранного, «Русская мысль» давала еще «Научное обозрение», в котором помещались обзоры по разным отделам науки, написанные известными специалистами, а под заглавием «Современное искусство» — отчеты о театральных и художественных новинках (большей частью московских).
Внутреннее обозрение вели В. А. Гольцев, С. А. Приклонский, А. А. Головачев, Л. А. Полонский и др. К этому же отделу можно отнести «Очерки русской жизни», которые с огромным успехом помещал в «Русской мысли» в последние годы жизни Н. В. Шелгунов. Сюда же примыкают «Очерки провинциальной жизни» И. Иванюкова.
Иностранное обозрение более десяти лет вел В. А. Гольцев.
За десять лет издания журнала (1880—1889) был составлен алфавитный указатель статей, помещенный в декабрьском выпуске за 1889 год.

## Авторы дореволюционного издания
В первые десятилетия издания в журнале появлялись произведения писателей, не участвовавших в других изданиях того же направления: в журнале публиковались произведения Н. С. Лескова, К. К. Случевского, А. Н. Апухтина, графа А. А. Голенищева-Кутузова, Г. П. Данилевского. «Русская мысль» предоставляла свои страницы как защитникам марксизма и экономического материализма, так и народникам, а также писателям, старающимся примирить эти оба направления.
Из беллетристов и поэтов в «Русской мысли» помещали свои произведения:
- М. Н. Альбов;
- Н. М. Астырев;
- К. С. Баранцевич;
- П. Д. Боборыкин;
- Н. П. Вагнер;
- В. М. Гаршин;
- Максим Горький;
- Д. В. Григорович;
- А. М. Жемчужников;
- Н. Н. Златовратский;
- Н. Е. Петропавловский;
- В. Г. Короленко;
- А. А. Тихонов;
- Д. Н. Мамин-Сибиряк;
- Г. А. Мачтет;
- Д. С. Мережковский;
- Н. М. Минский;
- А. К. Михайлов-Шеллер;
- С. Я. Надсон;
- В. И. Немирович-Данченко;
- В. И. Немирович-Данченко;
- Ф. Д. Нефедов;
- В. В. Огарков;
- Я. П. Полонский;
- И. Н. Потапенко;
- И. А. Салов;
- Н. И. Мердер;
- К. М. Станюкович;
- Г. И. Успенский;
- С. Г. Фруг;
- А. П. Чехов;
- А. И. Эртель;
- И. А. Бунин.

Из критиков и историков литературы в «Русской мысли» писали Е. С. Некрасова, М. С. Громека, И. И. Иванов, А. И. Кирпичников, Орест Миллер, Н. К. Михайловский, Н. Николаев, В. П. Острогорский, М. А. Протопопов, А. М. Скабичевский, В. Д. Спасович, Н. И. Стороженко, Е. А. Щепотьева и др.
В вопросах искусства «Русская мысль» старалась примирить требования идейности и художественности (в статьях В. А. Гольцева), но вместе с тем деятельными сотрудниками критического отдела были представители критики тенденциозной — М. А. Протопопов, А. М. Скабичевский и др.
Научные и публицистические статьи в «Русской мысли» помещали:
- антрополог, географ, этнограф и археолог Д. Н. Анучин;
- М. А. Антонович;
- П. А. Берлин;
- В. П. Воронцов;
- критик и историк литературы С. А. Венгеров;
- историк П. Г. Виноградов;
- историк Р. Ю. Виппер;
- климатолог и географ А. И. Воейков;
- М. Я. Герценштейн;
- историк В. И. Герье;
- А. А. Головачев;
- В. П. Григорьев;
- историк Г. А. Джаншиев;
- историк права и государствовед И. И. Дитятин;
- Б. Д. Бруцкус;
- А. Я. Ефименко;
- историк и экономист И. И. Иванюков;
- экономист, статистик и социолог А. А. Исаев;
- экономист Л. С. Зак;
- земский статистик и экономист Н. А. Каблуков;
- юрист Л. А. Камаровский;
- историк Е. П. Карнович;
- историк Н. И. Кареев;
- экономист С. Я. Капустин;
- историк всеобщей и русской литератур А. И. Кирпичников;
- историк В. О. Ключевский;
- историк, юрист, социолог М. М. Ковалевский;
- Н. П. Колюпанов;
- историк М. С. Корелин;
- педагог барон Н. А. Корф;
- историк Н. И. Костомаров;
- философ и социолог В. В. Лесевич;
- зоолог М. А. Мензбир;
- историк П. Н. Милюков;
- В. Ф. Миллер;
- филолог А. А. Майков;
- Ф. Г. Мищенко;
- В. И. Модестов;
- юрист С. А. Муромцев;
- Е. С. Некрасова, Л. Е. Оболенский;
- юрист П. Н. Обнинский;
- М. Л. Песковский;
- А. В. Погожев, врач В. О. Португалов;
- А. С. Пругавин;
- П. А. Ровинский;
- Г. П. Сазонов;
- В. И. Семевский;
- В. Ю. Скалон;
- В. С. Соловьёв;
- естествоиспытатель К. А. Тимирязев;
- статистик и экономико-географ А. Ф. Фортунатов;
- экономист и статистик Л. В. Ходский;
- Н. Г. Чернышевский;
- С. А. Щепотьев;
- земский статистик Ф. А. Щербина;
- С. Н. Южаков;
- юрист Г. Н. Штильман и др.

Среди сотрудников «Русской мысли» этого времени:
- А. И. Эртель;
- П. Д. Боборыкин;
- А. П. Чехов;
- В. Г. Короленко;
- Г. И. Успенский;
- Ф. Д. Нефедов;
- В. Н. Сторожев;
- С. А. Приклонский;
- Н. М. Минский;
- Н. С. Лесков;
- А. С. Хаханов и др.

В 1907 году журнал поменял курс, приобрел новых авторов и стал центром русской либерально-демократической журналистики. Журнал в это время является органом религиозной общественности, либеральной оппозиции, проводит идеи конституционализма, правового государства, общественной мобилизации для реформирования русской жизни. В философском отношении «Русская мысль» этих лет культивировала идеализм и богоискательство, став органом русского религиозного Ренессанса. Критика журнала в это время отказывается от социологизма и ориентирована на анализ духовных начал искусства.
Сотрудники предреволюционных лет «Русской мысли»:
- С. Н. Булгаков;
- А. С. Изгоев;
- С. Л. Франк;
- Н. А. Бердяев;
- Л. И. Шестов;
- М. О. Гершензон;
- З. Гиппиус;
- Д. Мережковский;
- В. Я. Брюсов и др.